# Aleksandar Horvat
Aleksandar Horvat (Aleksa, Aleksander, Šandor) (Sutinske Toplice, 6. prosinca 1875. − Zagreb, 8. svibnja 1928.) je bio hrvatski pravnik i pravaški političar, zagovornik parlamentarnog monarhizma i trijalizma. Bio je na glasu kao sjajni govornik u raspravama.

## Životopis
Rodio se je 1875. u Sutinskim Toplicama. U Zagrebu je pohađao Klasičnu gimnaziju koju je završio 1893. godine. U đačkoj dobi pristupio je Stranci prava. 1895. postao je čelnikom pravaške mladeži. Sudjelovao je u spaljivanju mađarske zastave u Zagrebu 16. listopada te iste 1895. godine kad je car Franjo Josip posjetio Zagreb, zbog čega je dobio zatvorsku kaznu. Studirao je pravo u Zagrebu i Beču Horvat i stekao titulu doktora pravnih znanosti. Bio je na glasu kao vrsni kriminalist. U Zagrebu je otvorio odvjetnički ured.
Od 1906. pa sve do raspada Austro-Ugarske bio je narodni zastupnik u Hrvatskom saboru. Prvi je mandat izborio u Varaždinskoj županiji u kotaru Novom Marofu. Mandat je uspio obraniti i na sljedećim izborima 1908. godine.
Na izborima za Hrvatsko-slavonsko-dalmatinski sabor 1910. u 1. izbornom kotaru u Zagrebu dobio je kao član HSP-a 30% glasova, manje od Nikole Tomašića (Vladina lista) koji je dobio 51,5%, a više od Gjure Šurmina (Hrv.-srp. koalicija) koji je dobio 18,5%.
Na sjednici od 4. listopada 1911. koja se je održala u Zagrebu, a koja je okupila predstavnike pokrajinskih pravaških stranaka uspostavljena je Vrhovna uprava ujedinjene Stranke prava za sve hrvatske zemlje, Svepravaška organizacija za sve hrvatske zemlje. Uključena je bila i neformalna skupina pravaške mladeži, zvana Mladohrvati. Za predsjednika je izabran Mile Starčević, dok je potpredsjednik bio Aleksandar Horvat. Za rizničara izabran je svećenik Josip Pazman.
Na izborima za Hrvatsko-slavonsko-dalmatinski sabor 1913., izabran je u izbornom kotaru Novom Marofu. Bio je kandidat Čiste stranke prava (frankovaca).
Kad su se 1913. “frankovci” i “milinovci” opet podijelili, prevladavalo je mišljenje da je u tom razdoblju Ivo Frank zajedno s Aleksanderom Horvatom bio čelna osoba Hrvatske stranke prava, kako se u tom razdoblju službeno nazivala “frankovačka” skupina.<
1915. kod njega je odvjetnički pripravnik bio Ante Pavelić.
Reagirajući na Svibanjsku deklaraciju, kao frankovac, 10. kolovoza 1917. oštro je napao jugoslavenstvo Starčevićeve stranke prava povezujući ga s velikosrpskim jugoslavenstvom A. Belića, J. Banjanina, F. Potočnjaka i M. Marjanovića, rekavši da je “jugoslavenska ideja pogibeljna” sa stajališta “čistog hrvatstva”.
Tijekom 1917. bio je optužen za veleizdaju Austro-Ugarske. U spašavanju od progona veliku je ulogu odigrao Viktor Aleksander. Pri oslobađanju nedužnih i lojalnih ljudi Kraljevine Hrvatske, Slavonije i Dalmacije od svake optužbe veleizdaje Austro-Ugarske. Aleksander je zamolio kralja Karla I. Austrijskog za audijenciju. Na audijenciji kod cara je podnio argumentirani referat s priloženom opsežnom dokumentacijom. Iz referata se vidjelo da su optužbe austrijske generalne uprave u Srbiji protiv gotovo cijelog stanovništva, mnogih uglednih ljudi i političkih vođa Kraljevine Hrvatske, Slavonije i Dalmacije (među inima dr. Ive Franka, dr. Aleksandera Horvata, dr. Vladimira Sachsa i drugih), neistinite. Optužbe su bile zasnivane na vrlo nespretno falsificiranom dokumentima, a koji su govorili o navodnoj špijunaži optuženih u korist Kraljevine Srbije tj. njezine Narodne odbrane. Osnovni dokument za optužbu su bila dva sasvim neautentična dokumenta-popisa. Nakon Aleksanderovog referata Car Karlo I. Austrijski je dao nalog da se svaki progon ljudi s popisa obustavi.
U međuvremenu (1916.) postao je predsjednik Čiste stranke prava. 
6. srpnja 1918. u postavio je interpelaciju Aleksandra Horvata o pokolju hrvatskih vojnika u Odesi (Odeska interpelacija).
Pred kraj postojanja monarhije 22. listopada 1918. vodio je hrvatsko izaslanstvo u Beču. Od cara i kralja Karla I. (IV.) dobio je manifest o stvaranju trijalističke Austro-Ugarsko-Hrvatske monarhije pod uvjetom da ugarska strana potpiše isti. Već sljedećeg dana, 23. listopada 1918. u Budimpešti Horvat raspravljao je s grofom Tiszom koji je naposljetku prihvatio zahtjeve hrvatske strane. Isti dan predsjednik ugarske vlade Aleksander Wekerle i ugarsko ministarski vijeće raspravljalo je o prijedlogu te ga je potpisalo.
Drugi izvori spominju da je nakon tih posjeta listopada 1918. caru Karlu I. i mađarskim političarima, isti pristali na uspostavu neovisne hrvatske države.
Nakon ujedinjenja Države SHS i Kraljevine Srbije 1.prosinca 1918., Narodno vijeće Slovenaca, Hrvata i Srba zatvorilo je Horvata te ga nakon četiri mjeseca pustilo na slobodu. Nakon što je izašao iz zatvora opet se bavio politikom. Ostao je i dalje uz svoje hrvatske državotvorne ideale.
1919. je prestao biti čelnikom Stranke prava.
Kandidirao se je na izborima 1925. za Skupštinu Kraljevine SHS. Kandidirao se u matičnoj Varaždinskoj županiji, no zbog raznih manipulacija nije dobio potrebni broj glasova.
Umro je 1928. u Zagrebu. Cijeli hrvatski tisak popratio je njegov sprovod. Iznenađujuća je činjenica da mu je pismenu sućut izrazio čak i višegodišnji okorjeli politički protivnik Svetozar Pribićević, dok je Hrvatska seljačka stranka sve to otpratila šutnjom.